# Amalocichla
Amalocichla là một chi chim trong họ Petroicidae.